# Eparquía de Bahir Dar-Dese
La eparquía de Bahir Dar-Dese (en latín: Eparchia Bahirdardessiensis) es una circunscripción eclesiástica de la Iglesia católica en Etiopía. Se trata de una eparquía etiópica, sufragánea de la archieparquía de Adís Abeba, que tiene al obispo Lisane-Christos Matheos Semahun como su jerarca desde el 19 de enero de 2015.

## Territorio y organización
La eparquía tiene 224 350 km² y extiende su jurisdicción sobre los fieles católicos de rito alejandrino etiópico residentes en 14 zonas administrativas en las regiones de Benishangul-Gumaz (Metekel); Amhara (Agew Awi, Goyam Occidental, Goyam Oriental, Gondar Meridional, Gondar Septentrional, Wag Hemra, Wollo Septentrional, Wollo Meridional, Oromia, y la zona especial de Bahir Dar); y Afar (zonas 1, 4, 5 y el woreda especial de Argobba).
La sede de la eparquía se encuentra en la ciudad de Bahir Dar, en donde se halla la Catedral de Dios Padre (Egziabher Ab).
En 2020 en la eparquía existían 13 parroquias.

## Historia
La prefectura apostólica de Dese fue creada el 25 de marzo de 1937 con parte del vicariato apostólico de Abisinia y suprimida el 31 de octubre de 1951 al crearse el exarcado apostólico de Adís Abeba (desde el 20 de febrero de 1961 es la archieparquía de Adís Abeba).
La eparquía fue erigida el 19 de enero de 2015 con la bula Quae maiori del papa Francisco, separando territorio de la archieparquía de Adís Abeba.

Quae maiori Christifidelium bono proficiunt, ea, pro gravissimo Nostro munere Pastoris totius gregis Dominici sedula navitate nitimur praestare. Qua re, cum sit visum ut Archieparchia Metropolitana Neanthopolitana in Aethiopia utpote nimis ampla ad curam animarum aptius exercendam divideretur, Nos, Successor beati Petri et Universalis Pater atque sollicitudine pastorali ducti, audito consilio Venerabilis Fratris Nostri S.R.E. Cardinalis Praefecti Congregationis pro Ecclesiis Orientalibus, Apostolica Nostra usi potestate sequentia decernimus. Detracto quodam territorio ab Archieparchia Neanthopolitana novam Eparchiam in urbe Bahir Dar constituimus Bahir Dar-Dessie appellandam, omnibus factis iuribus et officiis, quae ad normam Codicis Canonum Ecclesiarum Orientalium eidem Eparchiae competunt. Quam Ecclesiam suffraganeam facimus Archieparchiae Metropolitanae Neanthopolitanae atque templum Deo Patri sermone loci « Egziabher Ab » in eadem urbe exstans dicatum ad dignitatem ecclesiae Cathedralis evehimus atque ipsius Eparchiae eligimus sanctum Patronum Frumentium, Kesate Berhan. Quae quidem Eparchia Bahir Dar-Dessie suos fines habet in Aethiopia, comprehendens tres regiones (Beneshangul Gumuz, Amhara, Afar) in territoria quae sequuntur divisas: Metekel, North Gonder, South Gonder, East Gojjam, West Gojjam, Agew Awi, et insuper Wagh Hemra, North Wello, South Wello, Oromiya, necnon territoria 1, 4 ac 5 regionis Afar. Quae vero iussimus ad effectum rite adducantur deque absolute negotio sueta documenta exarentur et ad memoratam Congregationem mittantur. Hanc denique Apostolicam Nostram Constitutionem nunc et in posterum ratam esse volumus, contrariis quibuslibet rebus non obstantibus.

## Estadísticas
De acuerdo al Anuario Pontificio 2021 la eparquía tenía a fines de 2020 un total de 17 259 fieles bautizados.
| Año                                                                             | Población            | Población  | Población      | Sacerdotes | Sacerdotes    | Sacerdotes    | Bautizados por sacerdote | Diáconos permanentes | Religiosos | Religiosos | Parroquias |
| Año                                                                             | Bautizados católicos | Total      | % de católicos | Total      | Clero secular | Clero regular | Bautizados por sacerdote | Diáconos permanentes | Varones    | Mujeres    | Parroquias |
| ------------------------------------------------------------------------------- | -------------------- | ---------- | -------------- | ---------- | ------------- | ------------- | ------------------------ | -------------------- | ---------- | ---------- | ---------- |
| 2015                                                                            | 17 544               | 16 215 850 | 0.1            | 24         | 3             | 21            | 731                      |                      | 25         | 43         | 24         |
| 2018                                                                            | 14 000               | 19 904 000 | 0.1            | 21         | 1             | 20            | 666                      |                      | 26         | 45         | 12         |
| 2020                                                                            | 17 259               | 20 821 000 | 0.1            | 26         | 2             | 24            | 664                      |                      | 29         | 55         | 13         |
| Fuente: Catholic-Hierarchy, que a su vez toma los datos del Anuario Pontificio. |                      |            |                |            |               |               |                          |                      |            |            |            |

## Episcopologio
- Lisane-Christos Matheos Semahun, desde el 19 de enero de 2015